# Laryssa Kim
Laryssa Kim (Rome) is een Italiaans-Congolese zangeres, componiste en muziekproducent die bekendstaat om haar experimentele elektroakoestische muziek.

## Biografie
Kim begon haar muzikale reis in Rome, waar ze in aanraking kwam met reggae. In 2013 verhuisde ze naar Brussel, waar ze zich verder ontwikkelde als muzikant. Ze behaalde een bachelor- en masterdiploma in akoestische muziekcompositie aan het Koninklijk Conservatorium van Bergen.

## Muzikale carrière
Sinds 2015 werkt Kim aan haar soloproject, waarin ze verschillende muzikale invloeden combineert met een experimentele aanpak. Haar muziek wordt gekenmerkt door een mix van elektroakoestische klanken, ambient, avant-garde en r&b. Ze gebruikt haar stem als centraal instrument, en combineert deze met elektronische effecten en instrumentale motieven.
Kim heeft opgetreden op verschillende podia in binnen- en buitenland, waaronder Bozar, Botanique en het Pitchfork Music Festival in Londen. Haar muziek is uitgebracht door het Belgische label City Tracks.

## Stijl en invloeden
Kim's muziek wordt omschreven als dromerig, intiem en spiritueel. In haar producties weet Laryssa Kim de verschillende facetten van haar muzikale achtergrond samen te smelten. Ze combineert de onderzoekende en experimentele benadering van de acousmatische muziek, een genre dat zich richt op het luisteren naar geluid zonder de visuele bron te zien, met de soulvolle invloeden die ze heeft opgedaan uit een breed scala aan muziekstijlen. Deze synthese resulteert in een rijk en gelaagd klanklandschap, waarin abstracte geluidsexperimenten naadloos samengaan met emotioneel geladen melodieën en ritmes.Voor de droomwerelden die ze creëert op het album Contezza haalde ze inspiratie uit filmmakers als David Lynch en Hayao Miyazaki. Thema's als meditatie, reflectie en de grens tussen droom en werkelijkheid spelen een belangrijke rol in haar werk.

## Discografie
- Lov'em All (EP, 2019)
- Submarine Thoughts (EP, 2020)
- Contezza (album, 2024)[3][4]

- International Standard Name Identifier: 0000 0004 9272 3352
- MusicBrainz: ca5bc2ab-1fa4-447f-8043-fbb5ad25dcd7